# Club Sport Áncash

O Club Sport Áncash é um clube de futebol peruano da cidade de Huaraz, que disputa a Segunda División (segunda divisão) do país.
Em 2009, ano em que caiu para a Segunda Divisão do Peru, o Áncash levou uma curiosidade: sua cidade-sede, Huaraz, foi a menor das cidades que possuem um clube na primeira divisão peruana.

## Títulos

### Nacionais
- Copa Peru: 2004.